# Joviano (habitante de Júpiter)
Joviano es el adjetivo que alude a lo propio del planeta Júpiter. En la ciencia ficción se utiliza como gentilicio propio de los habitantes ficticios del planeta.

## Literatura
- La novela de Arthur C. Clarke Una reunión con Medusa (1972) trata de las gigantescas bestias que viven en la atmósfera del planeta. también son mencionado seres similares en su saga de novelas Odisea espacial.
- Dentro de la cosmogonía de  los Mitos de Cthulhu, creados por H. P. Lovecraft, Júpiter es descrito como un mundo habitado por unos seres llamados pólipos voladores, quienes se consideran adversarios de la Gran Raza de Yith.
- En la historia corta de Isaac Asimov Victoria Unintencional (1942), los humanos piensan que los jovianos se encuentran atrapados en su planeta por su atmósfera y su gravedad y que por ello están a salvo de sus amenazas de guerra, pero un ingeniero de la Tierra demuestra que la tecnología les puede permitir salir de su planeta y ser una amenaza para la humanidad.
- En el último libro de Edgar Rice Burroughs, John Carter de Marte y el hombre esqueleto de Júpiter, el héroe John Carter es secuestrado y llevado a Júpiter por sus habitantes, los Morgors, conocidos también como Los hombres esqueleto puesto que por su forma de caminar recuerdan a esqueletos humanos. Júpiter sin embargo, erróneamente es descrito como un mundo duro lleno de volcanes.

## Cómics
- En los cómics de Marvel Guardianes de la Galaxia, Charlie-27 es un ente de Júpiter diseñado mediante ingeniería genética para sobrevivir en las duras condiciones del planeta.
- En las series del dibujante hindú Pran Chacha Chaudhary, uno de los personajes principales llamado Sabu es un nativo de Júpiter que vive en la Tierra. Cuando se enfada causa una erupción volcánica en la superficie de Júpiter.
- En el manga "Gunnm: Last order", más conocido en USA y Europa como "Alita", su autor, Yukito Kishiro, presenta a los jovianos como seres humanos que han colonizado su órbita construyendo una titánica colonia alrededor del astro. Debido a ello y a la escasez de zonas presurizadas, son obligados por ley a convertirse en ciborgs desde su nacimiento.

## Películas y televisión
- El anime Martian Successor Nadesico (1996) trata de una invasión procedente de Júpiter, lanzada por los lagartos jovianos (posteriormente se revela que realmente son los primeros colonos humanos enviados a Marte que fueron perseguidos por el gobierno de la Tierra para obtener una altamente avanzada tecnología descubierta en las ruinas de Marte) que después es detenida por la nave Nadesico.
- En el corto Jumpin Jupiter de Looney Tunes (1955), Silvestre y Porky se topan en Júpiter con un gran pájaro de color verde en su búsqueda de vida en este planeta.
- En un capítulo de "El Chapulin Colorado" aparece un platillo volador donde viene un bebé del planeta Júpiter y este crece hasta convertirse en un bebé gigante